# Juanulloa
Juanulloa, biljni rod krumpirovki smješten u tribus Solandreae, dio potporodice Solanoideae. Pripada mu 8 vrsta epifita i hemiepifita rasprostranjenih od južnog Meksika do tropske Južne Amerike.
Rod je opisan u Florae Peruvianae, et Chilensis Prodromus 27. 1794.

## Vrste
1. Juanulloa ferruginea Cuatrec.
2. Juanulloa globifera (S.Knapp & D'Arcy) S.Knapp
3. Juanulloa mexicana (Schltdl.) Miers
4. Juanulloa parasitica Ruiz & Pav.
5. Juanulloa parviflora (Ducke) Cuatrec.
6. Juanulloa speciosa Dunal
7. Juanulloa verrucosa (Rusby) Hunz. & Subils
8. Juanulloa wardiana (D'Arcy) S.Knapp

## Sinonimi
- Hydrocalyx Triana; Ann. Sci. Nat. Ser. IV. 9: 43 (1858)
- Laureria Schltdl.; Linnaea 8: 513 (1833)
- Portaea Ten.; Atti 7ma Adun. Sci. Ital. 902 (1846)
- Rahowardiana D´Arcy; Ann. Missouri Bot. Gard. 60(3): 670 (1973 publ. 1974)
- Sarcophysa Miers; Ann. & Mag. Nat. Hist. Ser. II. 4: 190 (1849)
- Swanalloia Walp.; Repert. Bot. Syst. 3: 934 (1845)
- Ulloa Pers.; Syn. 1: 218 (1805)